# Hugo Hamilton
Hugo Hamilton, nato Johannes Ó hUrmoltaigh (Dublino, 28 gennaio 1953), è uno scrittore irlandese.

## Biografia
Hugo Hamilton è nato a Dublino il 28 gennaio 1953 da padre irlandese nazionalista e madre tedesca più conciliatrice.
Cresciuto parlando tre lingue (tedesco con la madre, inglese sulla strada e gaelico irlandese con il padre), prima di intraprendere la carriera di scrittore ha lavorato come giornalista e imprenditore musicale.
Nel corso della sua carriera ha scritto una raccolta di racconti, otto romanzi di cui due noir e due memoir: tra questi Il cane che abbaiava alle onde sugli anni della sua infanzia multietnica è stato insignito del Prix Femina Étranger nel 2004.
Membro del collettivo di artisti irlandesi Aosdána, nel 2014 ha ricevuto dall'ambasciatore tedesco Matthias Höpfner l'onorificenza dell'Ordine al merito di Germania per aver avvicinato con la sua opera il popolo tedesco a quello irlandese e viceversa.

## Opere

### Romanzi
- Surrogate City (1990)
- L'ultimo sparo [The Last Shot], traduzione di Isabella Zani, Roma, Fazi, 2006  [1991], ISBN 88-8112-741-5.
- The Love Test (1995)
- Lo scoppiato [Headbanger], traduzione di Giovanna Iorio, Napoli, Cronopio, 2000  [1996], ISBN 88-85414-50-8.
- Sad Bastard (1998).
- La maschera [Disguise], traduzione di Isabella Zani, Roma, Fazi, 2009  [2008], ISBN 978-88-6411-043-1.
- Hand in the Fire (2010).
- Every Single Minute (2014).
- Tra le pagine [The pages] (2021).

### Racconti
- Dublin Where the Palm Trees Grow (1996).

### Biografie
- Il cane che abbaiava alle onde [The Speckled People], traduzione di Isabella Zani, Roma, Fazi, 2004  [2003], ISBN 88-8112-487-4.
- Il marinaio nell'armadio [The Sailor in the Wardrobe], traduzione di Isabella Zani, Roma, Fazi, 2007  [2006], ISBN 978-88-8112-806-8.

## Premi e riconoscimenti
- 1992 Premio Rooney per la letteratura irlandese: vincitore con L'ultimo sparo[6]
- 2004 Prix Femina Étranger: vincitore con Il cane che abbaiava alle onde
- 2014 Ordine al merito di Germania